# Benakanakere, Turuvekere
Benakanakere là một làng thuộc tehsil Turuvekere, huyện Tumkur, bang Karnataka, Ấn Độ.